# 1967年ウィンブルドン選手権
1967年 ウィンブルドン選手権（1967ねんウィンブルドンせんしゅけん、The Championships, Wimbledon 1967）に関する記事。イギリス・ロンドン郊外にある「オールイングランド・ローンテニス・アンド・クローケー・クラブ」にて開催。

## シード選手

### 男子シングルス
1. マニュエル・サンタナ　（1回戦）　［前年度優勝者の初戦敗退、大会史上初の珍事］
2. ロイ・エマーソン　（4回戦）
3. ジョン・ニューカム　（初優勝）
4. トニー・ローチ　（2回戦）
5. クリフ・ドリスデール　（4回戦）
6. ケン・フレッチャー　（ベスト8）
7. ヤン・レシュリー　（2回戦）
8. ビル・ボウリー　（3回戦）

### 女子シングルス
1. ビリー・ジーン・キング　（優勝、大会2連覇）
2. マリア・ブエノ　（4回戦）
3. アン・ヘイドン＝ジョーンズ　（準優勝）
4. フランソワーズ・デュール　（3回戦）
5. ナンシー・リッチー　（4回戦）
6. レスリー・ターナー　（ベスト8）
7. アネッテ・バン・ジル　（4回戦）
8. バージニア・ウェード　（ベスト8）

### 男子ダブルス
1. ジョン・ニューカム＆ トニー・ローチ
2. ボブ・ヒューイット＆ フルー・マクミラン
3. ビル・ボウリー＆ オーウェン・デビッドソン
4. ロイ・エマーソン＆ ケン・フレッチャー

### 女子ダブルス
1. マリア・ブエノ＆ ナンシー・リッチー
2. アン・ヘイドン＝ジョーンズ＆ バージニア・ウェード
3. ビリー・ジーン・キング＆ ロージー・カザルス
4. レスリー・ターナー＆ ジュディ・テガート

### 混合ダブルス
1. オーウェン・デビッドソン＆ ビリー・ジーン・キング
2. ケン・フレッチャー＆ マリア・ブエノ
3. トニー・ローチ＆ ジュディ・テガート
4. フルー・マクミラン＆ アネッテ・バン・ジル

## 大会経過

### 男子シングルス
準々決勝
- ウィルヘルム・ブンゲルト vs.  トーマス・コッホ　6-4, 4-6, 4-6, 6-1, 6-3
- ロジャー・テーラー vs.  レイ・ラッフェルズ　6-4, 8-6, 6-4
- ジョン・ニューカム vs.  ケン・フレッチャー　6-4, 6-2, 6-4
- ニコラ・ピリッチ vs.  ジョン・クーパー　14-12, 8-10, 6-4, 6-2

準決勝
- ウィルヘルム・ブンゲルト vs.  ロジャー・テーラー　6-4, 6-8, 2-6, 6-4, 6-4
- ジョン・ニューカム vs.  ニコラ・ピリッチ　9-7, 4-6, 6-3, 6-4

### 女子シングルス
準々決勝
- ビリー・ジーン・キング vs.  バージニア・ウェード　7-5, 6-2
- キャスリーン・ハーター vs.  レスリー・ターナー　7-5, 1-6, 6-2
- アン・ヘイドン＝ジョーンズ vs.  メアリー・アン・アイゼル　6-2, 4-6, 7-5
- ロージー・カザルス vs.  ジュディ・テガート　7-5, 6-4

準決勝
- ビリー・ジーン・キング vs.  キャスリーン・ハーター　6-0, 6-3
- アン・ヘイドン＝ジョーンズ vs.  ロージー・カザルス　2-6, 6-3, 7-5

## 決勝戦の結果
男子シングルス
- ジョン・ニューカム vs.  ウィルヘルム・ブンゲルト　6-3, 6-1, 6-1

女子シングルス
- ビリー・ジーン・キング vs.  アン・ヘイドン＝ジョーンズ　6-3, 6-4

男子ダブルス
- ボブ・ヒューイット＆ フルー・マクミラン vs.  ロイ・エマーソン＆ ケン・フレッチャー　6-2, 6-3, 6-4

女子ダブルス
- ビリー・ジーン・キング＆ ロージー・カザルス vs.  マリア・ブエノ＆ ナンシー・リッチー　9-11, 6-4, 6-2

混合ダブルス
- オーウェン・デビッドソン＆ ビリー・ジーン・キング vs.  ケン・フレッチャー＆ マリア・ブエノ　7-5, 6-2